# Đông Sơn (Bắc Giang)
Đông Sơn is een xã in het district Yên Thế, een van de districten in de Vietnamese provincie Bắc Giang. De provincie Bắc Giang ligt in het noordoosten van Vietnam, dat ook wel Vùng Đông Bắc wordt genoemd.
Đông Sơn ligt in het zuidoosten van de huyện. Đông Sơn ligt op de noordelijke oever van de Thương.